# Danh mục Tiểu sử Quốc hội Hoa Kỳ
Danh mục Tiểu sử Quốc hội Hoa Kỳ (tiếng Anh: Biographical Directory of the United States Congress) là một từ điển tiểu sử về tất cả các thành viên hiện tại và trước đây của Quốc hội Hoa Kỳ và tiền thân của nó, Quốc hội Lục địa. Nó cũng bao gồm các đại biểu từ các vùng lãnh thổ và Quận Columbia và Ủy viên thường trú từ Philippines và Puerto Rico.
Phiên bản trực tuyến cũng bao gồm hướng dẫn về bộ sưu tập nghiên cứu (danh sách các tổ chức nơi lưu trữ giấy tờ, thư, và các mục khác của thành viên) cũng như thư mục mở rộng về các tác phẩm đã xuất bản liên đến các thành viên (bao gồm một thư mục gọn hơn trong tiểu sử thành viên). Những tài nguyên bổ sung khi sẵn có sẽ được truy xuất thông qua liên kết ở bên trái trang web của thành viên.